# قله جونگسونگ

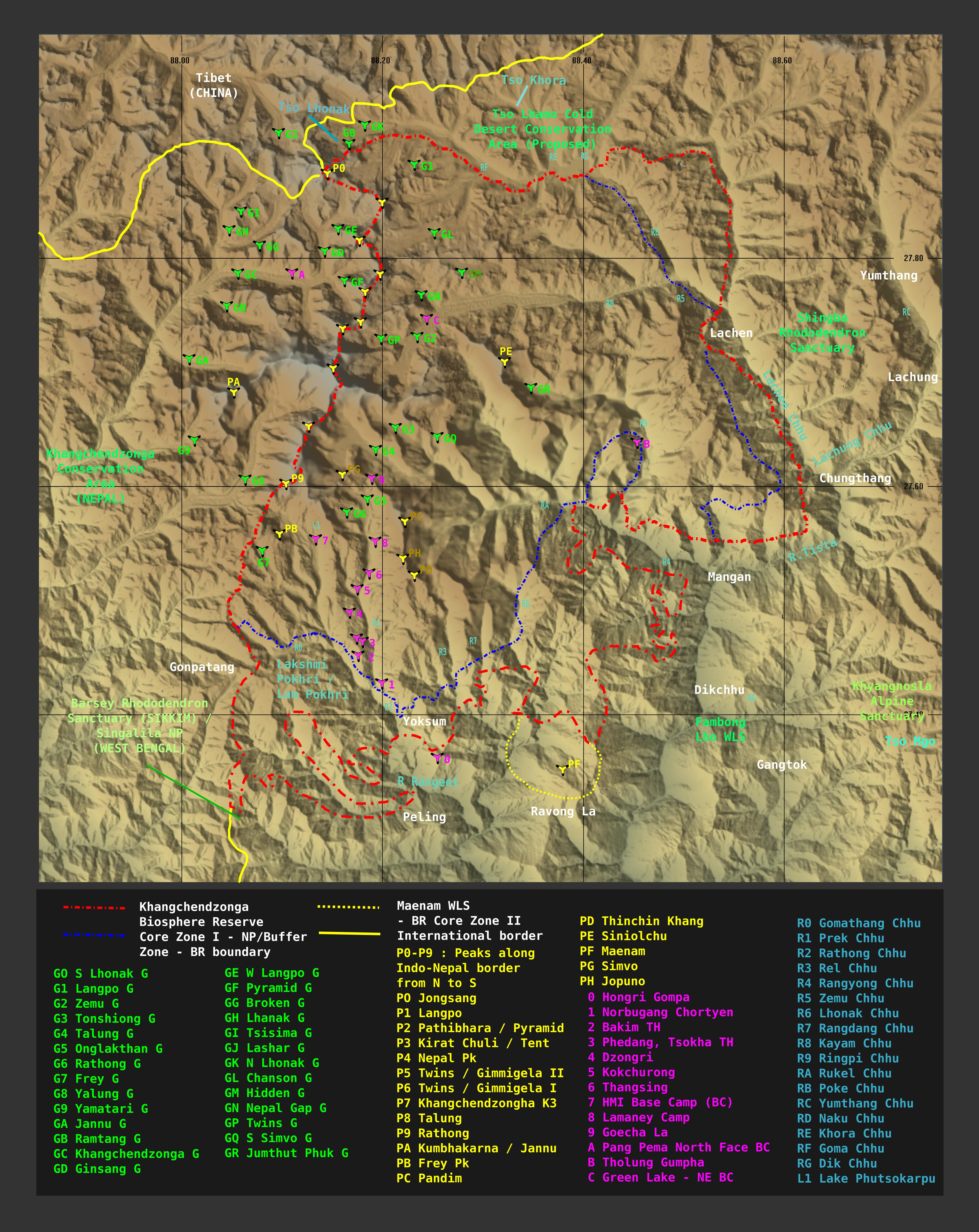
کوهی در بخش جناک کوه‌های هیمالیا

قله جونگسونگ (انگلیسی: Jongsong Peak) کوهی در بخش جناک کوه‌های هیمالیا است که با ارتفاع ۷٬۴۶۲ متر، ۵۷مین کوه بلند دنیا به‌شمار میٰ‌رود و در فاصله ۲۰ کیلومتری جنوب کانگچنجونگا سومین کوه بلند دنیا قرار دارد. این قله در نقطه مرزی مشترک چین، هند و نپال واقع شده‌است.